# Орлов Володимир Іванович
Володимир Іванович Орлов (13 листопада 1916, місто Полтава — 23 листопада 1974, місто Москва, тепер Російська Федерація) — радянський журналіст, письменик, головний редактор журналу «Техника — молодежи» та газети «Советская культура». Кандидат технічних наук (1945).

## Життєпис
У 1938 році закінчив Московський енергетичний інститут.
У 1938—1939 роках — інженер. У 1939—1941 роках — у Червоній армії. З 1941 року знову працював інженером, автор 25 винаходів. З 1942 року публікував науково-популярні нариси у різних виданнях.
Член ВКП(б) з 1944 року.
У 1945—1949 роках — головний редактор журналу «Техника — молодежи».
У 1949—1956 роках — член редакційної колегії — редактор відділу науки і техніки газети «Известия». Одночасно, в 1949—1952 роках — завідувач редакції техніки «Большой советской энциклопедии».
У 1956—1961 роках — головний редактор газети «Советская культура».
З 1961 року — науковий оглядач і член колегії з науки газети «Правда». Член Спілки письменників СРСР.
Помер 23 листопада 1974 року в Москві.

## Книги
- Разючі промені (оповідання про прожектори). 1943.
- Підземна гроза. 1944.
- Розповіді про невловиме. 1946.
- Секрет винахідника. 1946.
- Про сміливу думку. 1951. (3-тє вид., доповнене: 1953)
- Богатирський атом. 1962.
- Сто варіацій на тему старої казки. 1964.
- Трактат про натхнення, що породжує великі винаходи. 1964.(2-ге вид., 1980)
- Подорожі у світі техніки. 1968.
- Люди як боги. 1969.
- Про багато дивовижного (Образи автоматизації). 1971.
- Сталевий всесвіт. 1972.
- Столиця відкриттів. 1975.

## Нагороди
- два ордени Трудового Червоного Прапора
- орден «Знак Пошани»
- медалі
- Ленінська премія (1960) — за участь у створенні книги «Віч-на-віч з Америкою» (про поїздку Микити Хрущова в США).[1].
- Заслужений діяч науки РРФСР